# .africa
أفريقيا. (بالإنجليزية: Africa)، هو نِطاق الإنترنت المُعين رسميا كنطاق المستوى الأعلى الأفريقي وعموم أفريقيا ويتضمن المجتمعات والمستخدمين أينما كانوا يقيمون في أفريقيا. وهو برعاية نطاق المستوى الأعلى العام التي تديرها سجل أفريقيا. ويوفر مساحة مفتوحة للأفراد والشركات والمنظمات في جميع أنحاء العالم. تهدف نطاقات أفريقيا إلى عرض علامتها التجارية والتزامها تجاه القارة الأفريقية، وإنشاء موقع خاص للمنتجات والخدمات الخاصة بأفريقيا، وتوسيع النفوذ الإقليمي للعلامة التجارية والحصول على العقارات عبر الإنترنت وغيرها.
أصبح المجال متاحًا لعامة الناس في 4 يوليو 2017.

## التاريخ
تم إطلاق النطاق في مفوضية الاتحاد الأفريقي في عام 2017. يمكن حاليًا تسجيل اسم المجال لاسيما بعد أن تمت إتاحته للجمهور في يوليو 2017. أول شركة كبيرة تعتمد هذا النطاق كانت شركة عبسا (بالإنجليزية: Absa).

## الدعم الإقليمي
يمكن أعتبار هذا النطاق بانهُ مبادرة وقد تمَّ تأيدهُ تماما من قبل مفوضية الاتحاد الأفريقي. وفقا لتسجيل أفريقيا ، فإن 78 ٪ من الحكومات الأفريقية تدعم نطاق النطاقات العليا.

## الحالة
المشغل الخاص بالنطاق في بدايته هي آيكان وكان مفتوحًا للتسجيل في بدايته في أفريقيا. أما المنظمة الراعية لهذا النطاق حاليًا هي السجل المركزي ZA ‏
 وتعتبر كسجل تداول للنطاق.
اعتبارا من يناير 2021، هناك حوالي 28038 موقعًا مسجلا بهذا من هذا النطاق.